# Edgardo Baldi
Edgardo Baldi (Milano, 20 luglio 1899 – Verbania, 10 agosto 1951) è stato un limnologo italiano.

## Biografia
Limnologo italiano, laureato in Scienze biologiche all’Università degli Studi di Pavia nel 1920. Ebbe come insegnante la professoressa Rina Monti insigne studiosa e pioniera della limnologia in Italia. Sovvenzionato dalla Cassa di Risparmio delle Province Lombarde poté effettuare ricerche di radiobiologia presso il Laboratoire d’évolution des
êtres organisés di Parigi.
Fu assistente della professoressa Monti all’Università di Pavia prima, e di Milano poi, presso l’allora Regia Università degli Studi, dove  dal 1925 conseguì la libera docenza in Zoologia generale, tenendo corsi di Biologia e Zoologia.  Nel 1937 divenne direttore dell’Istituto di Anatomia Comparata e Zoologia dell’Università degli Studi di Milano, succedendo alla cattedra di Rina Monti dopo la sua morte.
Si deve alla sua brillante carriera universitaria, unita alla sua straordinaria competenza in materia limnologica, se la signora Rosa Curioni De Marchi (1865-1951) fondatrice del L'Istituto italiano di idrobiologia  Dottor Marco De Marchi lo scelse come primo direttore. Carica che mantenne sino alla morte avvenuta dopo lunga e dolorosa
malattia, assistito dalla moglie e dai coniugi Livia
e Vittorio Tonolli.
Fondò la rivista "Memorie dell’Istituto Italiano di Idrobiologia" di cui curò i primi sei volumi. La pubblicazione della rivista prosegue tutt’oggi; dal 1998 ha cambiato nome divenendo Journal of Limnology scaricabile gratuitamente online http://www.jlimnol.it/

## Pubblicazioni
- 1939 E. Baldi, Plancton, in Grande Enciclopedia Popolare Sonzogno, Editrice Sonzogno, Milano 1938, vol. 15, pp. 408–409.
- 1939 E. Baldi, Limnologia, in Enciclopedia Universale Illustrata, Francesco Vallardi, Milano , vol. 13, pp. 213–218.
- 1942 E. Baldi, Problemi della limnologia italiana, in “Memorie dell’Istituto Italiano di Idrobiologia”.
- 1946 E. Baldi, Microfotografia e macrofotografia: principi e applicazioni della tecnica microfotografica al laboratorio di ricerche scientifiche e industriali, Hoepli, Milano.
- 1947 E. Baldi, Relazione d’attività del direttore in “Memorie dell’Istituto Italiano di Idrobiologia”.